# Шпицберген и Ян-Майен

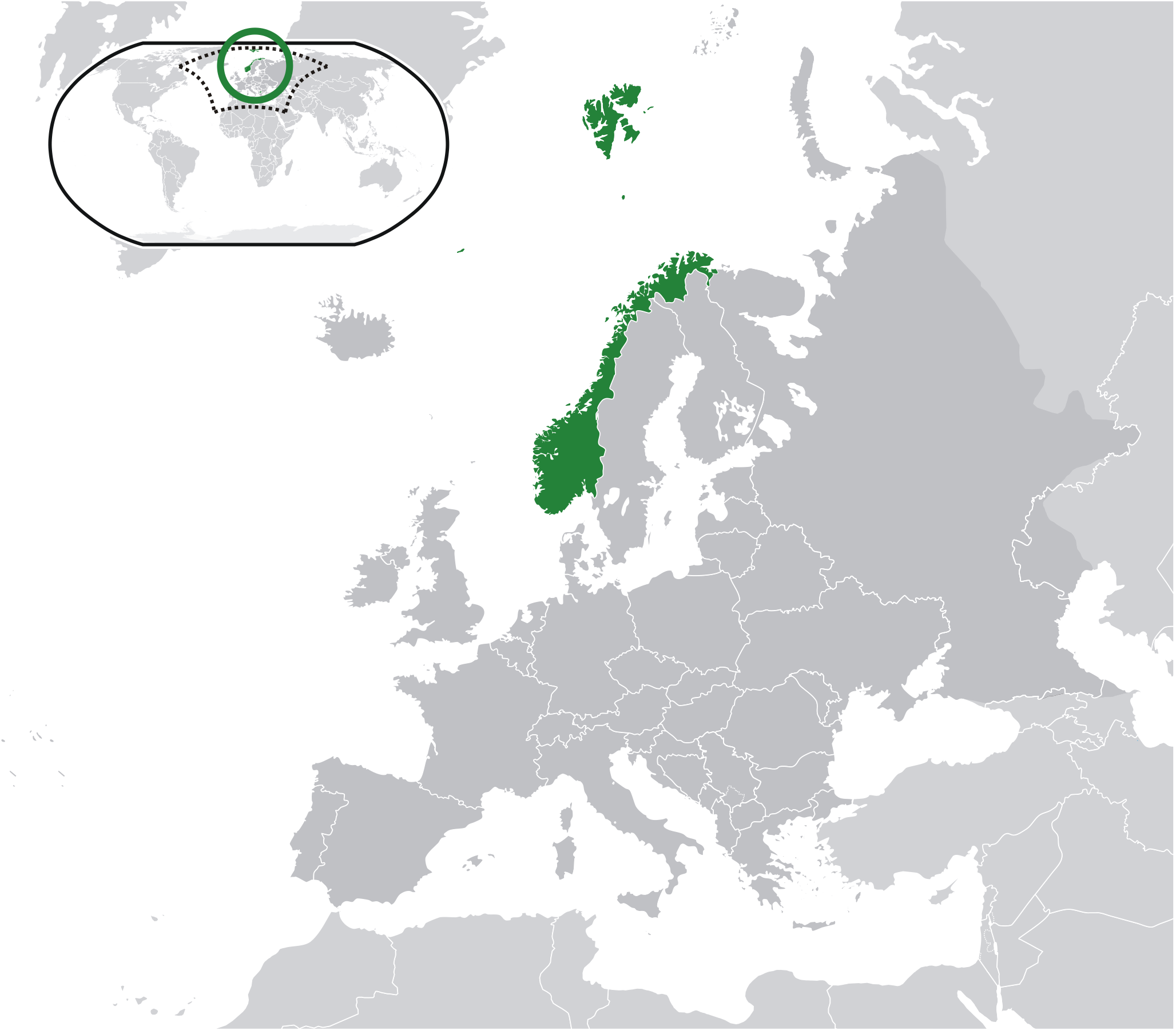
Норвегия (включая острова) на карте Европы

Шпицберген и Ян-Майен (норв. Svalbard og Jan Mayen) — общее название принадлежащих Норвегии архипелага Шпицберген и острова Ян-Майен. Используется Международной организацией по стандартизации в системах ISO 3166-1 и ISO 3166-2. Территории присвоены коды Alpha-2 SJ, Alpha-3 SJM и цифровой 744 в системе ISO 3166-1, а также NO-21 (Шпицберген) и NO-22 (Ян-Майен) в системе ISO 3166-2. Зарегистрирован (но не используется) национальный домен верхнего уровня .sj.
В информации Статистического отдела ООН эти земли также объединяются (под названием «Острова Шпицберген и Ян-Майен»). При этом административно они не связаны — Шпицберген обладает специальным статусом, регулируемым соответствующим трактатом, а Ян-Майен входит в губернию Нурланн.